# Campeonato de Australia 1931
Lista de los campeones del Abierto de Australia de 1931:

## Individual masculino
Jack Crawford (AUS) d. Harry Hopman (AUS),  6–4, 6–2, 2–6, 6–1

## Individual femenino
Coral McInnes Buttsworth (AUS) d. Marjorie Cox Crawford (AUS), 1–6, 6–3, 6–4

## Dobles masculino
Charles Donohoe/Ray Dunlop (AUS)

## Dobles femenino
Daphne Akhurst Cozens (AUS)/Louise Bickerton (AUS)

## Dobles mixto
Marjorie Cox Crawford (AUS)/Jack Crawford (AUS)
| Predecesor: 1930                                       | Abierto de Australia 1931 | Sucesor: 1932                         |
| Predecesor: Campeonato nacional de Estados Unidos 1930 | Grand Slam 1931           | Sucesor: Torneo de Roland Garros 1931 |

- Datos: Q962085